# Tanytarsus eminulus
Tanytarsus eminulus is een muggensoort uit de familie van de dansmuggen (Chironomidae). De wetenschappelijke naam van de soort is voor het eerst geldig gepubliceerd in 1856 door Francis Walker.